# Maximilian Philipp
Maximilian Philipp (* 1. března 1994 Berlín) je německý profesionální fotbalista, který hraje na pozici útočníka za německý klub SC Freiburg. Je také bývalým německým mládežnickým reprezentantem.

## Reprezentační kariéra
Maximilian Philipp nastupoval za německé mládežnické reprezentace U20 a U21.
Zúčastnil se Mistrovství Evropy hráčů do 21 let 2017 v Polsku, kde s týmem získal titul (historicky druhý pro Německo).